# Dom Historii Europejskiej
Dom Historii Europejskiej – muzeum w Brukseli, powstałe z inicjatywy Parlamentu Europejskiego i otwarte 6 maja 2017 r. Celem powstania Domu Historii Europejskiej jako instytucji kulturalnej i muzeum jest wykorzystanie wszystkich dostępnych narzędzi służących promowaniu lepszego zrozumienia historii Europy i integracji europejskiej przez ekspozycję stałą oraz ekspozycje czasowe i objazdowe, kolekcję obiektów i dokumentów, programy edukacyjne, imprezy kulturalne i publikacje, jak również szeroki zasób treści dostępnych online. Dom Historii Europejskiej znajduje się w pobliżu Parku Leopolda, w sąsiedztwie instytucji europejskich.

## Historia projektu
Pomysł utworzenia Domu Historii Europejskiej przedstawił przewodniczący Parlamentu Europejskiego Hans-Gert Pöttering w swoim przemówieniu programowym 13 lutego 2007 r. Jednym z głównych celów tego projektu "jest pogłębianie wiedzy Europejczyków wszystkich pokoleń na temat ich własnej historii i przyczynianie się w ten sposób do lepszego zrozumienia rozwoju Europy obecnie oraz w przyszłości. ". W październiku 2008 r. komisja ekspertów na czele z przewodniczącym Domu Historii Republiki Federacji Niemiec prof. Hansem Walterem Hütterem złożyła sprawozdanie zatytułowane: Założenia koncepcyjne Domu Historii Europejskiej, w którym nakreślono ogólną koncepcję i treść projektu oraz jego strukturę instytucjonalną.
W czerwcu 2009 r. Prezydium Parlamentu podjęło decyzję o przeznaczeniu budynku dawnej kliniki dentystycznej im. George'a Eastmana na potrzeby przyszłego muzeum a w lipcu ogłosiło międzynarodowy konkurs na projekt architektoniczny Domu Historii Europejskiej. 31 marca 2011 r. zwycięskiej grupie Chaix & Morel et Associés (FR), JSWD Architekten (DE) oraz TPF (BE) powierzono zadanie przeprowadzenia renowacji i rozbudowy budynku. W celu przygotowania ekspozycji i struktury przyszłej instytucji Dyrekcja Generalna ds. Komunikacji Parlamentu Europejskiego powołała interdyscyplinarny zespół specjalistów pod kierunkiem historyka i kurator Taja Vovk van Gaal, wspierany przez radę naukową skupiającą wykwalifikowanych specjalistów pod przewodnictwem prof. Włodzimierza Borodzieja.

## Treść Domu Historii Europejskiej
Dom Historii Europejskiej ma być dla zwiedzających okazją do zapoznania się z przemianami i wydarzeniami historycznymi oraz do krytycznego spojrzenia na znaczenie tych przemian w dzisiejszym świecie. Ma to być centrum wystawowe, dokumentacyjne i informacyjne, które w szerszym kontekście historycznym i krytycznym ukaże zarówno przemiany, jak i wydarzenia, łącząc i zestawiając ze sobą pełne kontrastów doświadczenia Europejczyków na tle historii.
Ekspozycja stała skupia się na historii Europy XX wieku oraz historii integracji europejskiej przy jednoczesnym uwzględnieniu najważniejszych zjawisk i procesów historycznych wcześniejszych epok. Jej celem nie jest ukazanie sumy historii narodowych, ale spojrzenie na istotne dla całego kontynentu zjawiska historyczne z ponadnarodowej, europejskiej perspektywy.
Wyjątkowość Centrum polega na próbie ponadnarodowego spojrzenia na historię kontynentu, z uwzględnieniem jej różnorodności oraz mnogości jej interpretacji i sposobów postrzegania. Centrum ma umożliwić obywatelom zrozumienie najnowszej historii Europy na tle wcześniejszych stuleci, które kształtowały jej idee i wartości. W ten sposób Dom Historii Europejskiej chce stworzyć przestrzeń do debaty na temat Europy i Unii Europejskiej.
Główny element Domu Historii Europejskiej stanowi ekspozycja stała, zajmująca powierzchnię ok. 4 000 m².
Zgodnie z polityką Parlamentu Europejskiego dotyczącą dostępności dom ma być miejscem przyjaznym dla zwiedzających, przystosowanym do wymogów osób na wózkach inwalidzkich i dostępnym dla wszystkich. Główna oferta muzeum ma być dostępna w co najmniej 24 językach urzędowych Unii Europejskiej. Wielojęzyczność jest rozumiana jako wyraz kulturowej różnorodności Europy. Założeniem Domu Historii Europejskiej jest, aby zwiedzający postrzegali wielojęzyczność ekspozycji oraz innych jego ofert jako jeden z głównych atutów instytucji.

## Lokalizacja
Budynek Eastman, pierwotnie zaprojektowany na potrzeby kliniki dentystycznej, został nazwany na cześć George'a Eastmana, amerykańskiego filantropa i wynalazcy aparatu fotograficznego Kodak. Jego hojna pomoc finansowa pozwoliła na utworzenie punktów dentystycznych w Nowym Jorku, Londynie, Rzymie, Paryżu, Brukseli i Sztokholmie w celu zapewnienia darmowej opieki dentystycznej dzieciom znajdującym się w trudnej sytuacji życiowej.
W 1933 r. Fundacja Eastmana zwróciła się do szwajcarskiego architekta Michela Polaka znanego z tworzenia w stylu art déco, a w szczególności słynącego z projektu Résidence Palace w Brukseli, z prośbą o zaprojektowanie nowego budynku. Zainaugurowany w 1935 r. budynek jest interesujący zarówno pod względem inżynierii, jak i elementów art déco. W dawnej poczekalni dziecięcej zachowało się kilka malowideł autorstwa Camille Barthélémy przedstawiających ilustracje do bajek La Fontaine'a.
Park Leopolda wraz z obiektami zabytkowymi, takimi jak Instytut Pasteura czy Biblioteka Solvay, został objęty ochroną w 1976 r. Sam budynek Eastman nie jest objęty ochroną. Klinika dentystyczna została zamknięta w 1980 r., zanim jeszcze przeznaczono ją na biura dla instytucji europejskich.

## Szacunkowe koszty i środki finansowe
Faza rozwoju 2011 – 2015: 31 milionów euro na renowację i rozbudowę budynku, 21,4 miliona euro na wystawę stałą i pierwsze wystawy czasowe (15,4 miliona euro na wyposażenie sal wystawowych i innych pomieszczeń, 6 milionów euro na wielojęzyczność) i 3,75 miliona euro na stworzenie kolekcji.
Koszty realizacji projektu pokryje Parlament Europejski, ale koszty eksploatacji może współfinansować Komisja Europejska, której przewodniczący wyraził już gotowość do udzielenia wsparcia.

## Debata i polemika
Już od początkowej koncepcji trwają debaty na temat Domu Historii Europejskiej, zwłaszcza w Wielkiej Brytanii. Próba ustalenia jednej wspólnej wersji wydarzeń historii 27 zróżnicowanych państw członkowskich została skrytykowana przez brytyjski ośrodek analityczny Civitas, według którego: „Dom Historii Europejskiej nie może osiągnąć niczego prócz nieszczerego paradoksu, próbując przedstawić historię wszystkich 27 państw, a w rzeczywistości nie odnosząc się do historii w ogóle." Istnieje wiele niezgodności co do interpretacji podstawowych faktów historycznych na przykład związanych z drugą wojną światową czy rolą Stanów Zjednoczonych w powojennej Europie. To właśnie stało się powodem, dla którego niektórzy posłowie do Parlamentu Europejskiego, w tym polski poseł Adam Bielan, skrytykowali ten projekt.
Krytyce poddana zostały nie tylko treści historyczne muzeum, ale przede wszystkim koszty jego utworzenia. Zarzuty dotyczyły przede wszystkim kosztów projektu: koszty te miały "wzrosnąć ponad dwukrotnie”.[10] Krytykowano wydawanie pieniędzy w czasach recesji. Posłanka do PE z partii nacjonalistycznej Wielkiej Brytanii (UKIP) Marta Andreasen powiedziała: „Jest to wbrew wierze i logice, że w epoce cięć budżetowych posłowie do Parlamentu dysponują ogromną sumą pieniędzy, która pozwoli na sfinansowanie tak rażąco narcystycznego projektu."

## Realizacja projektu i zarządzanie nim
Nad procesem tworzenia Domu Historii Europejskiej jako instytucji, projektu powstałego z inicjatywy Parlamentu Europejskiego, czuwa kilka zespołów:
Rada Nadzorcza pod przewodnictwem byłego przewodniczącego Parlamentu Europejskiego Hansa-Gerta Pötteringa jest wieloosobowym organem składającym się z polityków wysokiego szczebla, łączącym kilka instytucji europejskich i władze w Brukseli. Reprezentują oni główne frakcje polityczne i organy Parlamentu. Rada nadzoruje ogólne zarządzanie projektem.
W skład Rady wchodzą — Włodzimierz Borodziej, Étienne Davignon, Hans-Walter Hütter, Miguel Angel Martínez, Gérard Onesta, Doris Gisela Pack, Chrysoula Paliadeli, Charles Picqué, Alain Lamassoure, Wojciech Roszkowski, Peter Sutherland, Androulla Vassiliou, Diana Wallis i Francis Wurtz.
Komitet Naukowy pod przewodnictwem historyka Włodzimierza Borodzieja, składający się z historyków i pracowników renomowanych na całym świecie muzeów, sprawuje nadzór i doradza w kwestiach dotyczących historii i muzealnictwa.
W skład Komitetu wchodzą: Norman Davies, Hans-Walter Hütter, Matti Klinge, Miguel Angel Martínez, Anita Meinarte, Hélène Miard-Delacroix, Mary Michailidou, Hans-Gert Pöttering, Oliver Rathkolb, Antonio Reis, Maria Schmidt, Jean-Pierre Verdier i Henk Wesseling.
Zespół naukowy pod przewodnictwem historyka i kurator Taji Vovk van Gaal odpowiedzialny jest za opracowanie ekspozycji oraz strukturę przyszłego muzeum.
Od października 2012 r. zespół wspiera w realizacji tych prac projektant Arnaud Dechelle.